# 유형원
유형원(柳馨遠, 1622년 음력 1월 21일 ~ 1673년 음력 3월 19일)은 조선 중기의 실학자, 작가이다. 본관은 문화, 자는 덕부(德夫), 호는 반계(磻溪)이다. 한성 태생으로 벼슬을 하지 않고 전국의 명승지를 유람하며 학문에 일생을 바쳤다.

## 주요 이력
당색으로는 북인계열로, 북인 당원이던 아버지 유흠이 인조 반정으로 장살된 이후, 과거에 여러 번 응시하였으나 낙방하였다. 그 뒤 1654년(효종 5년) 진사시에 합격하고 이후 효종 때 북인계 인사들을 발탁, 등용하던 허목, 윤휴의 천거 등 관직에 나갈수 있는 주변의 배경이 있었으나 관직을 단념하고 학문 연구와 후학 양성에 전념하였다. 남인 실학자의 첫 세대 인사 중의 한사람이다.
그는 윤영과함께 경제력 양성과 사회 개혁, 그리고 북벌론을 주장하였으나 받아들여지지 않았다. 존주대의의 실천을 위해 그는 북벌론을 주장했고, 북벌을 위한 이상촌 건설, 병력 양성, 훈련, 중국 현지 답사 등을 하기도 했다. 흉년과 기아, 농민들의 참상을 목격하면서 그는 권세를 지키기에 급급한 벼슬아치들이나 고통받는 농민들의 처지를 이해하지 못하면서 고담준론(高談峻論)하는 유식자들을 비판하였다. 이후 그는 자신이 옳다고 여기는 선비의 길을 택하게 되었다. 과거 공부를 그만두었고, 당대의 권세가들이 권유하는 벼슬도 마다하였다. 이후 현종 때인 1665년, 1666년에도 학행(學行)으로 천거되었으나 모두 사퇴하였다.
초기 실학자의 한사람으로 그의 학문은 후에 중농학파인 이하진, 이서우, 오상렴, 이익 등에게로 이어진다. 남인 실학자 성호 이익의 재종형제나 생전에 한번도 만나본 적은 없다. 저서로는 경세서인 반계수록, 문집인 반계집 등이 있다. 이원진, 동명 김세렴, 정언옹, 미수 허목의 문인이다.

## 생애

### 생애 초반

#### 출생과 가계

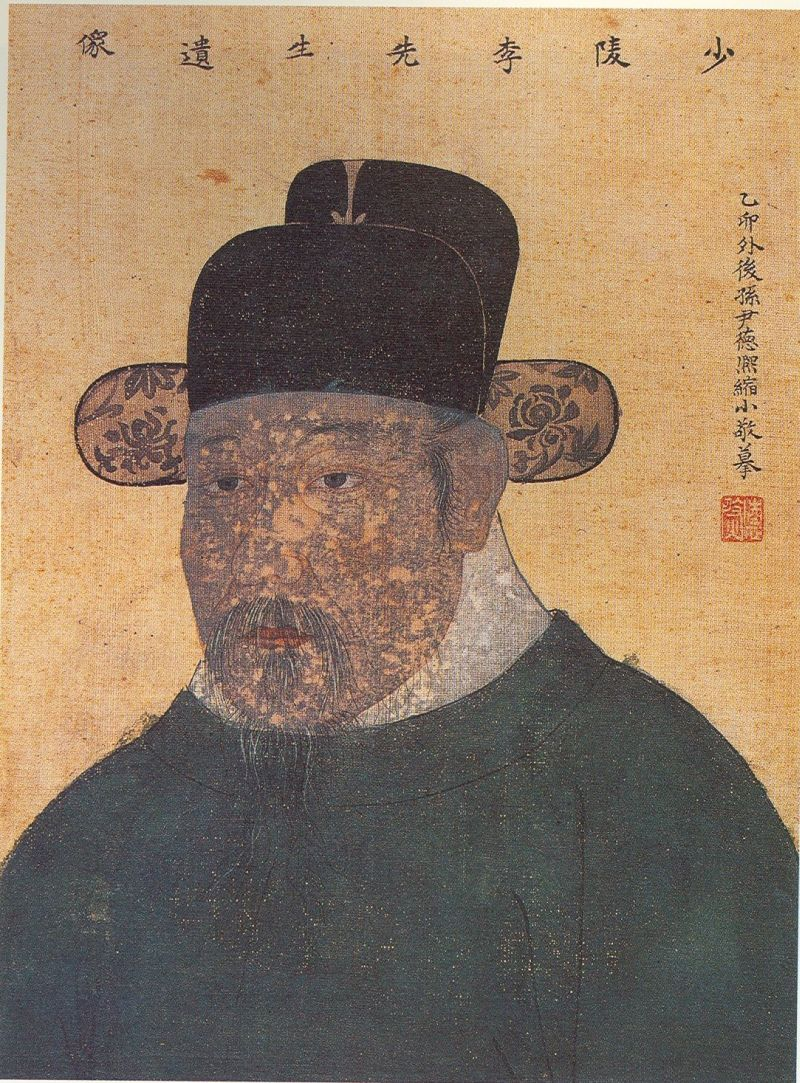
외증조 할아버지 소릉 이상의

반계 유형원은 1622년 3월 2일(음력 1월 21일) 세종 때 의정부우의정을 지낸 유관(柳寬)의 8대손으로, 증조부는 현령을 지낸 유위(詣)이고, 할아버지는 정랑을 지낸 유성민이었다. 외가인 한성 소정릉동(지금의 서울 정동)에서 예문관검열을 지낸 문신 유흠의 아들이자 성호 이익의 종조부인 참찬 이지완(李志完)의 외손자로 태어났다. 당색으로는 북인(北人) 대북(大北)계열이었으나 남인(南人) 계열에 영향을 주었다. 그는 자신의 외증조부이기도 했던 이상의의 생전에 태어나 그를 볼 수 있었다.
성호 이익에게는 6촌 형이 되나 나이차이는 59세 연차가 난다. 이는 그의 외증조부 이상의(李尙毅)는 좌찬성을 지냈는데 그는 15세에 장남 이지완(李志完)을 얻고, 아들 이지선(李志宣), 이지굉(李志宏), 이지정(李志定), 이지인(李志寅), 이지유(李志裕)를 얻은 뒤에 40세가 넘은 나이에 일곱째 아들 이지안(李志安)을 얻었다. 성호 이익은 이지안의 장남 이하진(李夏鎭)의 아들이었지만 그가 63세의 고령에 얻었다. 한편 그의 증손 유발이 1683년생으로 성호 이익과 비슷한 연배였다.
고모부 김세렴(金世濂)은 동인(東人)의 초대 당수인 김효원(金孝元)의 손자였다. 김세렴의 사위는 이가우(李嘉雨)로 그는 남인 계열의 문신이자 서인(西人) 공격에 앞장선 송곡 이서우의 둘째 형이었다. 이가우의 외할아버지는 이경유이고 외종조부 이경록과 외당숙 이서도 서인 가문이었다.
외종조부 이지안은 이황의 학통을 계승한 정언옹의 문하에서 수학했다. 이지안의 동문은 허목으로 후일 그가 허목의 문하에 출입하게 되는 데는, 외종조부와의 인연이 작용했다. 아버지 유흠과 할아버지 유성민(柳成民)은 북인이었다.

#### 불우한 유소년기
유형원의 집안은 뒤에 남인(南人)으로 돌아서지만 광해군 시기에는 북인계열이었다. 2세 때 아버지 유흠(1596년~1623년)은 당색으로는 북인 대북 계열로 인조쿠데타(1623년) 직후 유몽인의 옥사에 연좌되어 광해군 복위를 꾀했다는 누명을 쓰고 감옥에서 28세의 젊은 나이로 자결하였다.(일설에는 서인에 의해 옥중 장살되었다는 설도 있다.) 아버지 유흠이 의문의 죽음을 당한 뒤 외숙부 이원진과 고모부 김세렴에 의해 양육되었으며, 그들의 문하에서 평생 학문에 전념하게 되었다. 유형원의 연보를 지은 안정복은 그의 연보에서 "당쟁이 횡행할 때에 태어나서 세상을 등지고 스스로 저술하기를 즐기셨다"고 하여, 유형원이 실학자로서의 길을 걷게 된 데는 당쟁이 큰 원인이 되었음을 증언한다.
과거에 급제하지 않고도 관직에 나갈 방법이 있었음에도 그가 관직에 출사를 거부하게 된 원인을 아버지 유흠의 비명횡사가 원인이었다는 시각도 있다.
유형원의 아버지 유흠이 잘못 죽게 된 경위를 전한 청죽잡지는 "그(유흠)의 아들 형원은 자기 부친이 비명에 죽은 것을 슬퍼한 나머지 부안 땅에 은거, 장수독선(莊修獨善)하며 나라에서 불러도 출사하지 않았다"라고
덧붙여 놓았다. 유형원이 현실 정치를 등지고 낙향한 까닭이 자기 부친의 억울한 죽음에 있다는 것이다.
뚜렷한 스승 없이 홀로 학문 연구에 진력하였으나 보통 이원진, 김세렴의 문하에서 수학하였고, 미수 허목의 문하에도 자주 출입하여 수학하였다.
그는 이가우(李嘉雨)와 가깝게 지냈는데, 1644년(인조 21년)에는 그와 함께 한달 간 각처를 돌아다니며 산천을 답사하고 집에 돌아오기도 했다. 나중에 이가우가 일찍 죽자 애석히여겨 특별히 이자시전을 지어 남기기도 했다. 유형원은 그를 하늘이 내린 남다른 재주가 있었다고 하였다.

### 학문 연구

#### 수학과 청년기
이지완의 아들이자 유형원의 외숙인 이원진(1594년 ~ 1665년)은 학문으로 이름이 높았고, 고모부인 김세렴 역시 호조판서를 지낸 고관으로 처조카인 유형원에게는 스승 역할을 하였다. 5세에 글을 배우기 시작하여 7세에 《서경(書經)》의 우공기주(禹貢冀州)편을 읽다가 감탄했다고 한다. 특히 김세렴은 함경도와 평안도의 관찰사를 역임한 경력도 있어 그 시절 유형원이 그곳으로 직접 찾아가 기거하면서, 북방에 관한 많은 지식을 얻을 수 있었던 것으로 보인다. 외종조부 이지안은 정언창(鄭彦窓)의 문하에서 허목(許穆) 등과 함께 수학하였는데, 이런 인연으로 그는 외종조부 이지안의 동문인 허목을 찾아가 가르침을 청했다.

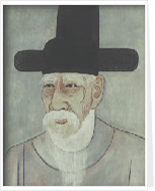
스승 미수 허목

과거에 응시했지만 당시 과거제의 폐단이 극심한 것을 보고 과거 시험에 응시하는 것을 단념하고 되돌아왔다. 그 뒤 고금의 전적 1만여 권을 보면서 현실사회를 구제하기 위한 학문연구와 저술에 몰두했다.
젊은 시절의 유형원은 전국 각지를 두루 돌아다녔는데, 병자호란(1636년)을 맞아 강원도 원주로 피난하기도 하고, 다시 한성부로 돌아와 1639년 18세 때 풍산심씨로 화천부원군 심정의 후손으로 의정부영의정을 지낸 심수경의 손자 부사 심은(沈誾)의 딸과 혼인하였다.

#### 과거 시험 낙방과 과거 단념
과거 시험의 폐단으로 생업에 종사하지 않고 공부한다는 이름하에 음식만 축내는 자들이 늘어난다고 비판하던 그는 과거에 응시하라는 이원진, 김세렴, 허목 등 스승들의 권고와 할아버지의 부탁을 거부하고 과거 시험에 응시하지 않았다. 그는 북인계 인사의 자손이라는 이유로 출사에 제한을 당했고, 실망한 그는 이후 관직을 단념한다.
그는 과거 공부 대신 함경도, 평안도 등 국토 곳곳을 여행하며 백성들의 참담한 실상을 피부로 느끼는, 실생활에 대한 살아있는 공부에 관심이 있었다. 그러나 그 와중에 할머니와 어머니가 연이어 세상을 떠났고, 할아버지의 건강도 점점 나빠지자 드디어 마음을 굳혔다. 그의 나이 스물 아홉이었다.
과거에 응시하라는 할아버지의 거듭된 부탁을 차마 거절할 수 없었던 그는 29세의 나이에 처음으로 과거에 응시한다. 그렇게 첫 응시한 생원진사시였지만 결과는 낙방이었다. 자존심이 상했는지 1651년 다시 한 번 과거에 응시하였다. 그러나 결과는 또 낙방이었고, 그 해의 각종 과거 시험에 계속 응시하였으나 번번히 낙방하였다. 과거 시험에 떨어질 때마다 그는 충청도, 경상도를 여행하며 입신양명(立身揚名)보다는 현실에 뿌리박은 학문의 필요성을 더욱 절실히 느껴 나갔다. 또한 과거 제도가 소수의 문벌 가문의 재력과 연줄로 당락이 결정된다는 사실을 알게 되면서 과거 제도에 대한 폐지론을 주장하기도 했다.
위독해진 할아버지의 마지막 소망을 저버릴수 없었기에 그는 또 다시 과거를 치렀다. 이에 대해서는 합격과 불합격이라는 기록이 모두 남아 있어 정확한 낙방 이유는 알 수 없다. 천재적인 손자가 왜 자꾸만 과거에 낙방하는지 이해되지 않았던 그의 할아버지 유성민은 결국 의문과 아쉬움을 품은 채 세상을 떠났다.

#### 은거 생활과 학문 연구
1642년(인조 20년)에는 경기도 지평으로 이사했다. 그때 그의 나이 21세 때로, 이때부터 《백경사잠(百警四箴)》을 짓기 시작해 8년 만인 1648년에 완성하였으며, 정동직(鄭東稷)과 더불어 《이기사칠(理氣四七)》, 《인심도심(人心道心)》 등의 설(說)을 논술하는 등 옛 사람이 발견치 못한 것을 발견한 것이 많았다고 한다.
스스로 독서, 사색하며 학문을 연구하는 한편 의문나는 점이 있으면 이원진, 김세렴, 허목 등과 꾸준히 서신을 주고받으며 견문을 넓히기도 했다.
1643년(인조 21년) 겨울에 고모부 김세렴이 함경감사로 임명되자 그를 따라 함경도를 유람하며 북방 지역의 실상을 경험할 수 있었다. 이후로도 금천, 안양, 호서, 금강산 등지를 두루 돌아다녔다. 젊은 시절 여러 지역을 두루 돌아다니며 현실을 목격한 경험은 그의 학문에 중요한 밑거름이 되었으며, 훗날 《동국여지지》의 편찬이나 대표작 《반계수록》에서 토지제도, 농업, 교육문제에 대한 다양한 개혁안을 제시할 수 있었던 것도 전국을 돌아다니며 목격한 민생의 현실을 바탕으로 한 것이었다고 여겨진다. 1648년 27세 때 어머니 여주 이씨가 사망했다.

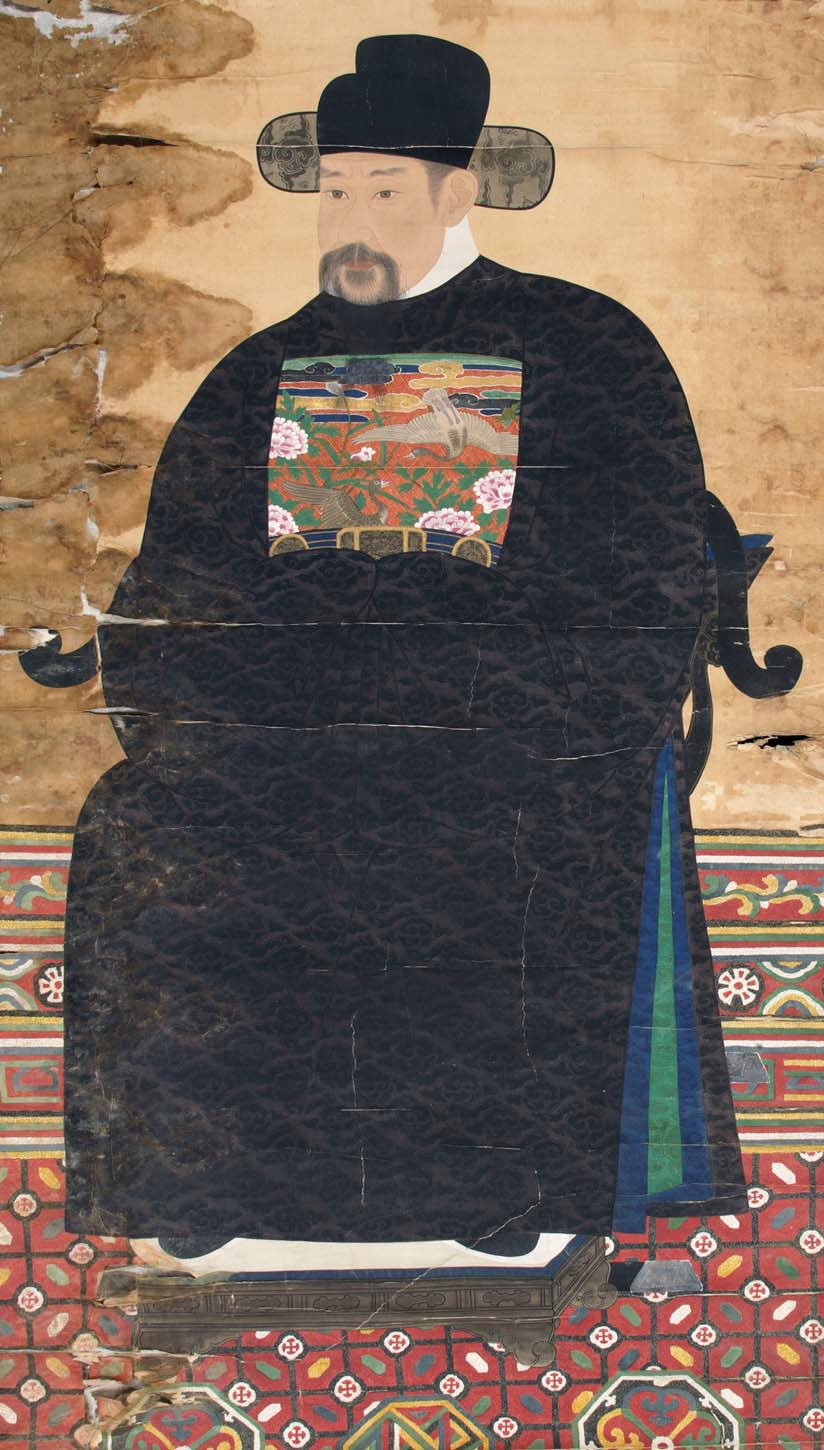
백호 윤휴

1649년(인조 27년) 경기도 여주로 이사하여 그곳에 거처를 잡았다. 이때 백호 윤휴를 만나 알게 된다. 자주 만나 교분을 쌓게 되면서 그의 재주와 사람됨됨이를 알아 본 윤휴는 조정에 출사한 후 여러 번 유형원을 학덕이 높은 인재라며 추천하였으나 그는 이를 모두 사양하였다.

#### 이상과 저술 활동

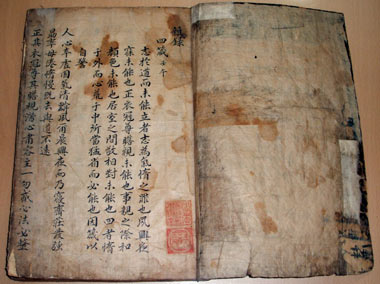
시문집인 반계집

1654년(효종 5년) 33세에 진사과에 합격하여 진사가 되었다. 바로 대과에 응시하였으나 낙방, 이후 대과에는 응하지 않았다. 한편 1653년(효종 4) 큰 뜻을 품고 전라도 부안에 옮겨 경독(耕讀)하는 한편 저작에 힘쓰고 이상적 세상을 건설하려는 이념에 몰두하였다. 그는 부안으로 갈 때 각종 서적과 전적(典籍) 1만여권을 가지고 갔다.
흉년과 기아, 농민들의 참상을 목격하면서 그는 권세를 지키기에 급급한 벼슬아치들이나 고통받는 농민들의 처지를 이해하지 못하면서 고담준론(高談峻論)하는 유식자들을 비판하였다. 이후 그는 자신이 옳다고 여기는 선비의 길을 택하게 되었다. 과거 공부를 그만두었고, 당대의 권세가들이 권유하는 벼슬도 마다하였다. 양반가의 자제로 태어났으나 양반의 권위가 실추되어가는 시대에 과거급제해서 벼슬하지 않으면 사람다운 대접도 못 받고 생활 수단도 마련하기 어려운 시대였기에 그의 결단은 비장한 것이었다.
소란하고 시끄러운 서울을 떠나 산이 아름답고 강이 푸른 우반동에는 거기에 평야가 널려 있어 삶도 궁핍하지 않았기에, 평생을 마칠 계획으로 부안으로 낙향한 유형원은 ‘부안에 도착하여’(到扶安)라는 시 한 수를 읊는다.
| “ | 세상 피해 남국으로 내려왔소/바닷가 곁에서 몸소 농사지으려고 창문 열면 어부들 노랫소리 좋을씨고/베개 베고 누우면 노 젓는 소리 들리네 포구는 모두 큰 바다로 통했는데/먼 산은 절반이나 구름에 잠겼네 모래 위 갈매기 놀라지 않고 날지 않으니/저들과 어울려 함께 하며 살아야겠네. | ” |

이후 부안군 우반동 변산의 산자락에 ‘반계서당’을 짓고 성리학과 실학 사상 연구와 농업, 학문 연구와 제자 양성 등에 전념하면서 동시에 32세에서 49세까지 《반계수록》을 저술하였다.

#### 방랑 생활
35세에는 ‘여지지(輿地志)’라는 지리책을 저술했고, 36세에는 본격적으로 호남지방 일대를 두루 여행하면서 각 곳의 풍토와 물산을 모두 살폈다. 37~38세 무렵에는 정동직(鄭東稷)·배상유(裵尙瑜) 등 친구들과 성리학에 대한 심도 깊은 학문토론을 계속하면서 자신의 철학적 기반을 다지기도 했다. 38세에 또 다시 호남지방 여행길에 올라 한 달이 넘는 긴 여행을 했다. 39세에는 딸을 시집보내기 위해 서울에 왔고, 40세에는 또 다시 영남지방 답사에 나섰다.
그 뒤 허목과 윤휴가 조정에 출사하여 북인계 출신 인사들을 적극 관직에 천거하면서, 유형원 역시 학덕이 높음을 들어 계속 천거하였으나 모두 고사하였다. 당시 그의 스승이던 허목과 그의 지인인 윤휴는 효종의 유일 천거에 의해 출사하면서 북인계 출신 학자, 문사들을 적극적으로 발굴하여 등용시켰다.
효종의 관직 제수를 사양하자 허목과 윤휴는 높은 이상을 품었더라도 현실 정치에 참여해야 실천할 수 있다하여 계속 그에게 조정에 출사할 것을 권고하였지만 이 역시 거절하였다. 또한 1659년 효종의 사후 벌어진 예송 논쟁 역시 공리공담으로 판단하여 관망하였다.

### 생애 후반

#### 청나라에 대한 복수심과 북벌 준비
그는 병자호란에 국왕이 청나라에 항복하고 삼전도비를 세운 그 치욕을 견디지 못하여 늘 괴로운 심정을 이기지 못했다. 41세 되던 해 한성부에 올라와 외가인 정동에 머무르면서 나라를 다시 일으킬 방략인 ‘중흥위략(中興偉略)’이란 책을 저술하기 시작했다. 끝내 완성은 보지 못했으나 그의 뜻은 매우 컸다고 한다. 이후 그는 북벌에 대한 구체적인 방안을 세워 조정에 건의하였지만 모두 받아들여지지 않았다.
그래서 청에 대한 복수를 하려고 준마를 기르며 말을 타고 하루에 300리를 달리는 기마연습을 했고, 좋은 활과 조총을 마련했으며 집안의 종들이나 마을 사람들에게 군사훈련을 시켜 200여 명의 군민들을 단련시켰다는 것이다. 그는 현종에게 존주대의의 실현을 위해 북벌을 추진해야 함을 상소했으나 그의 상소는 받아들여지지 않았다.
그는 이상촌이 될 토지를 마련하여 마을을 형성하고 군사 훈련을 하는 한편 중국현지에 사람을 보내 중국의 정세를 알아보기도 하였다. 무예에도 능했던 그는 직접 병사들을 훈련시키기도 했다.

#### 생애 후반

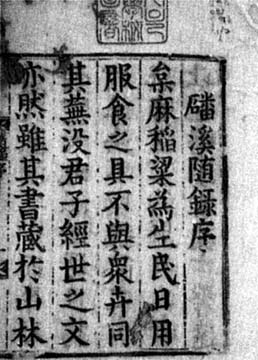
반계수록 본문의 일부

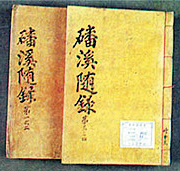
반계수록

1665년(현종 7년) 학행(學行)으로 천거되었으나 사양하였다. 1666년 다시 학행으로 천거되었으나 사퇴하였다.
1668년(현종 9) 스승인 허목이 현종에게 유형원이 국왕을 보좌할 재주(王佐之才)를 가진 인재라며 발탁을 건의하였다. 그러나 서인들은 그의 이론이 괴이하다며 반대하였다. 그해에 다시 윤휴가 유형원은 경세의 재능을 가진 식견있는 선비라며 추천하였으나 사양하고 관직에 나가지 않았다.
1670년(현종 12년) 《반계수록(磻溪隧錄)》을 완성하다. 그가 저작한 《반계수록(磻溪隧錄)》 스물여셧 권에는 그의 사상과 이념, 이상 국가 건설의 구성이 실려 있으며, 1770년(영조 46) 영조의 특명으로 간행되었다. 경제(經濟)의 실학(實學)에 연구가 깊어 당시 이름이 뛰어났다.
생전 그의 학문에 관심을 준 인물은 절친한 친구였던 배상유(裵尙瑜)와 스승 허목, 선배였던 윤휴, 윤선도와 서인으로는 영의정을 지낸 잠곡 김육이 있었다. 그의 사상은 후에 서인 이사명과 이이명, 소론의 윤증과 박세채, 노론의 홍계희 등 소수의 지식인들이 관심을 갖고 높이 샀고, 영조 때에 이르러 재조명되기 시작하였다. 그의 사상은 양득중, 이익, 안정복, 신후담, 정약용 등을 통해 계승되었다.

#### 최후
1673년(현종 15년) 음력 3월 19일 향년 52세의 나이로 사망하였다. 그의 스승 중 한사람이자 외조부 이지안의 동문이던 허목과 논객 백호 윤휴는 그의 이른 죽음을 애석해하였다.
바로 경기도 용인군 백암면 석천리(현 경기도 용인시 처인구 백암면 석천리) 산 28-1에 있는 아버지 유흠 내외의 묘소 옆에 안장되었다. 사후 부안 동림서원(東林書院) 등에 배향되었다. 1674년 그의 문인 제자들이 그의 서적 반계수록을 조정에 바쳤으나 주목받지 못했다. 1678년 그의 절친한 친구였던 참봉(參奉) 배상유가 그의 반계수록의 내용을 언급하며 이를 숙종에게 바쳤지만 역시 외면당하였다.
생전 그의 얼굴을 본 적 없는 6촌 동생 이익과 그의 수제자인 안정복이 후일 그의 저서를 탐독하였고, 서인 내에서도 이이명, 홍계희 등은 그의 학문에 각별한 관심을 갖고 임금에게 경세제민의 비법이라며 소개하기도 했다.

### 사후
후에 1753년 유일로써 증직으로 증(贈) 통훈대부 사헌부집의(通訓大夫司憲府執義) 겸 세자시강원진선(世子侍講院進善)에 추증(追贈)되었다.
노론이던 홍계희(洪啓禧)는 평소 그의 반계수록을 탐독하였는데, 그가 현직에 임용되지 못하고 그의 뜻이 널리 쓰이지 못한 것을 애석해하였다. 1768년 10월 판중추 홍계희가 직접 묘비문을 찬하여 죽산부사 유언지(兪彦摯)를 통해 비석을 세웠다. 1770년(영조 48년) 다시 증(贈) 통정대부 호조참의(通政大夫戶曺參議) 겸 세자시강원찬선(世子侍講院讚善)에 추증되었다. 또한 그의 증손자 유발(柳發)에게는 특별히 동지사와 오위장이 제수되기도 했다.
1793년(정조 17년) 12월 10일 정조의 특명으로 다시 증(贈) 이조참판(吏曺參判) 성균관좨주(成均館祭酒)에 가증(加贈)되었다.
고 처사 증 집의 겸 진선 유형원은 그가 지은 《반계수록보유(磻溪隨錄補遺)》에서 말하기를 '수원도호부(水原都護府)'는 광주(廣州)의 아래 지역인 일용면(一用面) 등지를 떼어 보태고 읍치(邑治)를 평야로 옮기면 내를 끼고 지세를 따라 읍성(邑城)을 쌓을 수 있다.' 하고, '읍치의 규모와 평야가 매우 훌륭하여 참으로 큰 번진(藩鎭)의 기상이 있는 지역으로서 안팎으로 만호(萬戶)를 수용할 수 있다.'고 거듭 주장하였다. 또 말하기를 '성을 쌓는 부역은 향군(鄕軍)이 번을 드는 대신으로 내는 재물로 충당할 수 있다.’고 하였다. 대체로 그 사람은 실용성있는 학문으로 국가의 경제에 관한 글을 저술하였으니, 기특하도다. 그가 수원의 지형을 논하면서는 읍치를 옮기는 데 대한 계책과 성을 쌓는 데 대한 방략을 백년 전 사람으로서 오늘날의 일을 환히 알았고, 면(面)을 합치고 번을 드는 대신으로 돈을 내게 하는 등의 세세한 절목에 있어서도 모두 마치 병부(兵符)를 맞추듯이 착착 들어맞았다. 그의 글을 직접 읽고 그의 말을 직접 썼더라도 대단한 감회가 있다고 할 터인데, 그의 글을 보지 못했는데도 본 것과 같고 그의 말을 듣지 못했는데도 이미 쓰고 있으니, 나에게 있어서는 아침 저녁으로 만난 사람이라고 말할 수 있겠다.
전에 그의 후손에 의해서 그에게 추은(推恩)할 적에 호조참판을 관례대로 증직하려고 하자, 상신(相臣)이 ‘관례로 주는 직함은 도리어 특별히 증직하는 것보다 못하니 이 선비에게는 시행할 수 없다.’고 극력 주장하여 말했었다. 그런데 더구나 그에 대한 감회가 일어난 이때에 어떻게 임금이 내리는 은전을 빠뜨릴 수 있겠는가. 성균관 좨주의 직을 가증하고, 그의 사손(嗣孫)을 해조로 하여금 방문하여 보고하도록 하라.

그가 북인 당원의 후예인데다가 이후에도 남인 인사들과 가까이 지냈으므로 그의 학문은 관심밖으로 밀려났다. 그러나 당색을 초월하여 서인인 이이명, 윤증, 조현명, 양득중 등은 그의 반계수록을 입수하여 탐독하고 이를 높이 사기도 했다. 그의 학문이 관심을 받기 시작한 것은 영조 때로, 홍계희는 일찍이 그의 저서 반계수록을 읽고 감화되어 이를 실전에 적용하려 하였으며, 영조는 직접 내탕금을 하사하여 반계수록의 간행을 명하였다. 이후 정조 때에 가서는 그의 학문과 사상에 폭넓은 관심을 갖게 되었다.
정조 때 정약용은 수원성을 축성하면서 그의 성지 축성 이론을 적용하려 하였다.
유형원선생묘는 경기도 용인시 처인구 백암면 석천리에 있으며, 1976년 8월 27일 경기도의 기념물 제32호로 지정되었다.

### 기타 연혁
- 외숙부 이원진, 고모부 김세렴, 학자 미수 허목 등의 문하에서 수학.
- 21세 : 《백경사잠(百警四箴)》을 지음
- 29세 : 과거 시험에 응시하기 시작, 그러나 번번히 낙방하였다.
- 38세 : 조모 사망.
- 45세 : 외숙부 이원진의 장례를 치르고, 연천에서 미수 허목을 다시 찾아감.
- 46세 : 조부 사망.
- 52세 : 사망.

## 평가

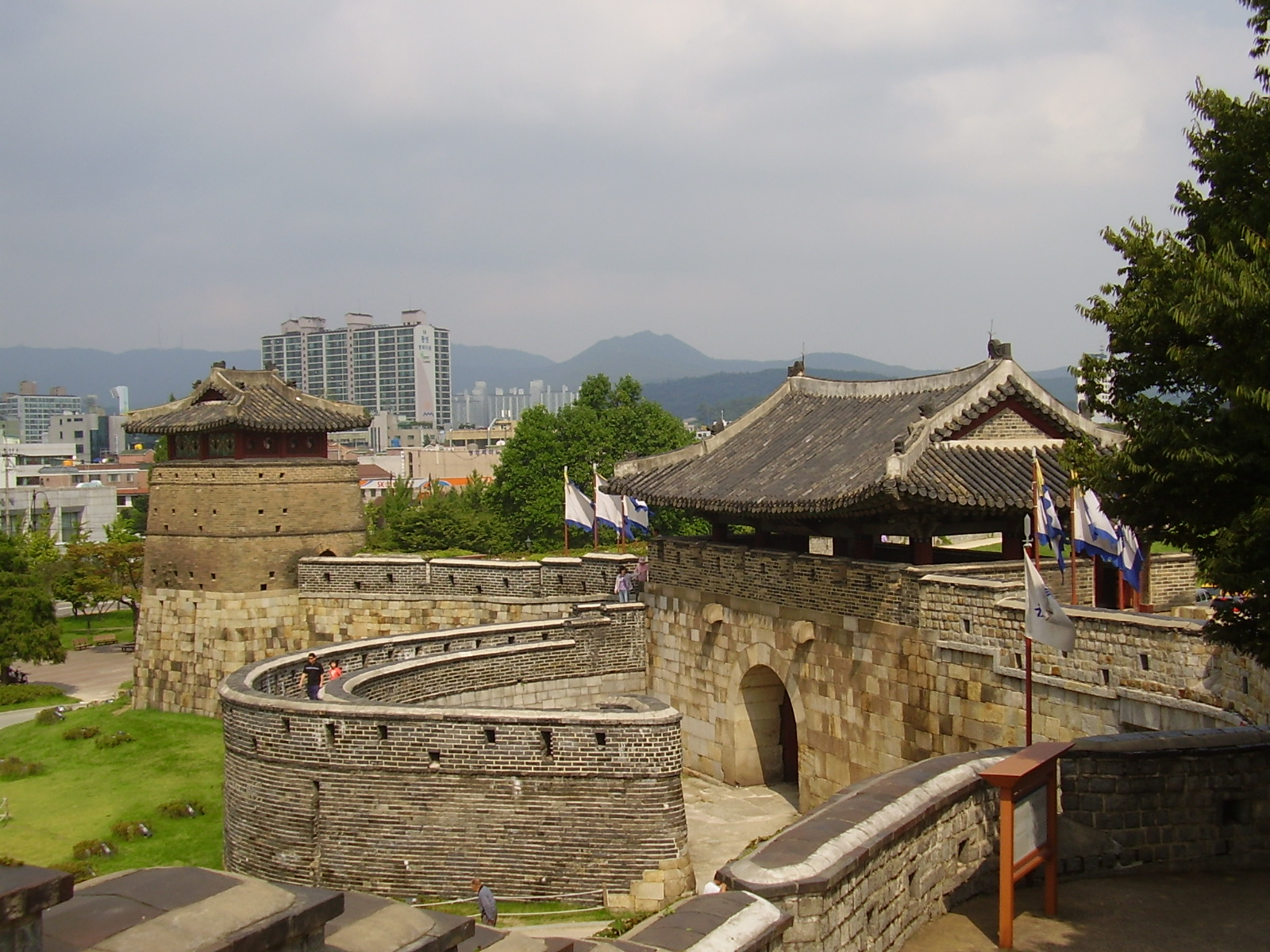
수원 화성의 화서문과 서북공심돈. 정조의 수원화성 축조에는 유형원이 제시한 성지 축성에 대한 이론과 주장이 그 뒷받침으로 작용했다.

천성이 청렴결백하였으며, 벼슬에 추천되었으나 사양하고 농촌에서 농민을 지도하는 한편 기근을 구제하기 위하여 양곡을 예비케 하고 큰 배 4~5척과 마필을 바닷가에 비치하여 구급의 책을 준비하였으며 이웃 사람과 노복에 이르기까지 극진히 사랑하였다. 18세기의 실학자 이익은 유형원을 특히 존경했는데, "국조 이래로 시무를 알았던 분을 헤아려봐도 오직 이율곡과 유반계 두 분이 있을 뿐인데, 율곡의 주장은 태반이 시행할 만 하고, 반계의 주장은 그 근원을 궁구하고 일체를 새롭게 하여 왕정의 시초를 닦고자 한 것이다."라 하여 유형원을 탁월한 경세가로 평가했다.
남인 실학자의 계보는 유형원에서 이익을 거쳐 안정복, 정약용으로 이어지는데, 이익이 《성호사설》(星湖僿說), 안정복이 《잡동산이》(雜同散異) 같은 백과사전적 저술을 남긴 것은 다양한 학문에 능통했던 유형원의 영향이라 할 수 있다.

## 저작
다양한 분야에 다양하게 관심을 갖고 여러 서적을 남겼다. 기행일록 주자찬요 '경세문답' '정음지남' 등이 있다.
- 《반계수록》
- 《반계집》
- 《백경사잠(百警四箴)》
- 《반계일고》
- 《군현제》

### 성리학, 철학서
- 〈이기총론 理氣總論〉
- 〈논학물리 論學物理〉
- 〈경설문답 經說問答〉
- 〈주자찬요 朱子纂要〉

### 지리서
- 〈동국여지지 東國輿地誌〉[11]
- 〈군현지제 郡縣之制〉[11]
- 〈기행일록 紀行日錄〉[11]
- 〈지리군서〉

### 역사서
- 〈동국사강목조례 東國史綱目條例〉
- 〈동국역사가고 東國歷史可考〉
- 〈속강목의보 續綱目疑補〉
- 〈동사괴설변 東史怪說辨〉
- 〈무경사서초 武經四書抄〉
- 〈기효신서절요 紀效新書節要〉

### 어학 및 문학
- 〈정음지남 正音指南〉
- 〈도정절집 陶靖節集〉
- 〈동국문초 東國文抄〉

### 군사 전략서
- 〈중여위략 中與偉略〉

## 사상과 신념

### 정치 개혁
스스로 농촌 생활에서 겪은 체험을 바탕으로 하여 잘못된 사회 제도와 경제 개혁의 필요성을 느끼고, 유교적 윤리와 정치의 시정을 바탕에 둔 사회 개혁을 주장하였다. 그는 성리학을 비롯하여 정치·경제·역사·지리·군사·언어·문학에 이르기까지 학문의 범위가 매우 넓었다. 그의 중농적 실학 사상은 이이의 영향을 받은 것으로 정약용에 이르러 발달되었다. 토지 개혁을 중심으로 한 사회 개혁을 주장했으므로 중농적 실학자·경세치용(經世致用)의 실학자라고 불린다.
그는 나라를 부강케 하고 백성을 편안케 하는 방법으로 첫째 토지 개혁을 실시하여 농민에게 최저기본량의 경작 농지를 확보케 할 것, 다음에 농병 일치(農兵一致)의 군제(軍制)개혁, 부역(賦役)의 균형, 국민균등의 세제 정리 및 국가 재정의 확립, 농업을 해치지 않는 한도 내에서의 상공업의 장려, 과거제도를 폐지하고 공거제(貢擧制)의 실시, 관아(官衙)의 정비 등을 주장하여 이상 국가의 건설을 실천에 옮기려 하였다. 더욱이 토지 소유가 공정하게 되면 모든 일이 따라 이루어진다고 굳게 주장하였다.

### 다방면에 연구
그는 학문을 하는 데 있어서 악습을 제거하고 정치를 바로잡아 나라를 부강하게 하며 백성들을 도탄에서 구원하는 실학적인 목적을 추구했다. 그는 이런 신념에 따라 성리학 외에 역사학, 어학, 지리, 경제학, 군사 등 다양한 분야에 관심을 갖고, 종래에 소홀히 되었던 우리나라의 역사·지리·어학을 연구했을 뿐만 아니라 사회의 개혁을 위한 정치·경제 문제의 연구에 힘썼으며, 국방을 위해 군사학도 연구했다.

### 노비종모법에 대한 비판
그는 노비 종모법은 양반을 위한 정책이라고 비판하였다. 노비는 어머니의 신분을 따랐다. 본디 유교에서는 어머니만 알고 아버지를 모르는 것을 '짐승의 도리'라 하면서 가부장 중심의 종법 제도를 무엇보다 중시한다. 그런데 노비만은 아버지를 묻지 않고 어머니를 따르게 했다.
이는 노비를 소, 말, 돼지같이 부리면서 아버지를 따르게 하면, 아버지가 누구인가를 따지는 소송이 그치지 않을 것이기 때문이라고 유형원은 그의 반계수록에 갈파하기도 했다. 유형원은 노비도 인간인데 아버지를 따지지 못하게 하는 것은 짐승의 도리가 아니냐며 노비종모법을 옹호하는 당대 양반층을 비난하였다.

### 윤증의 애독과 반계수록 간행

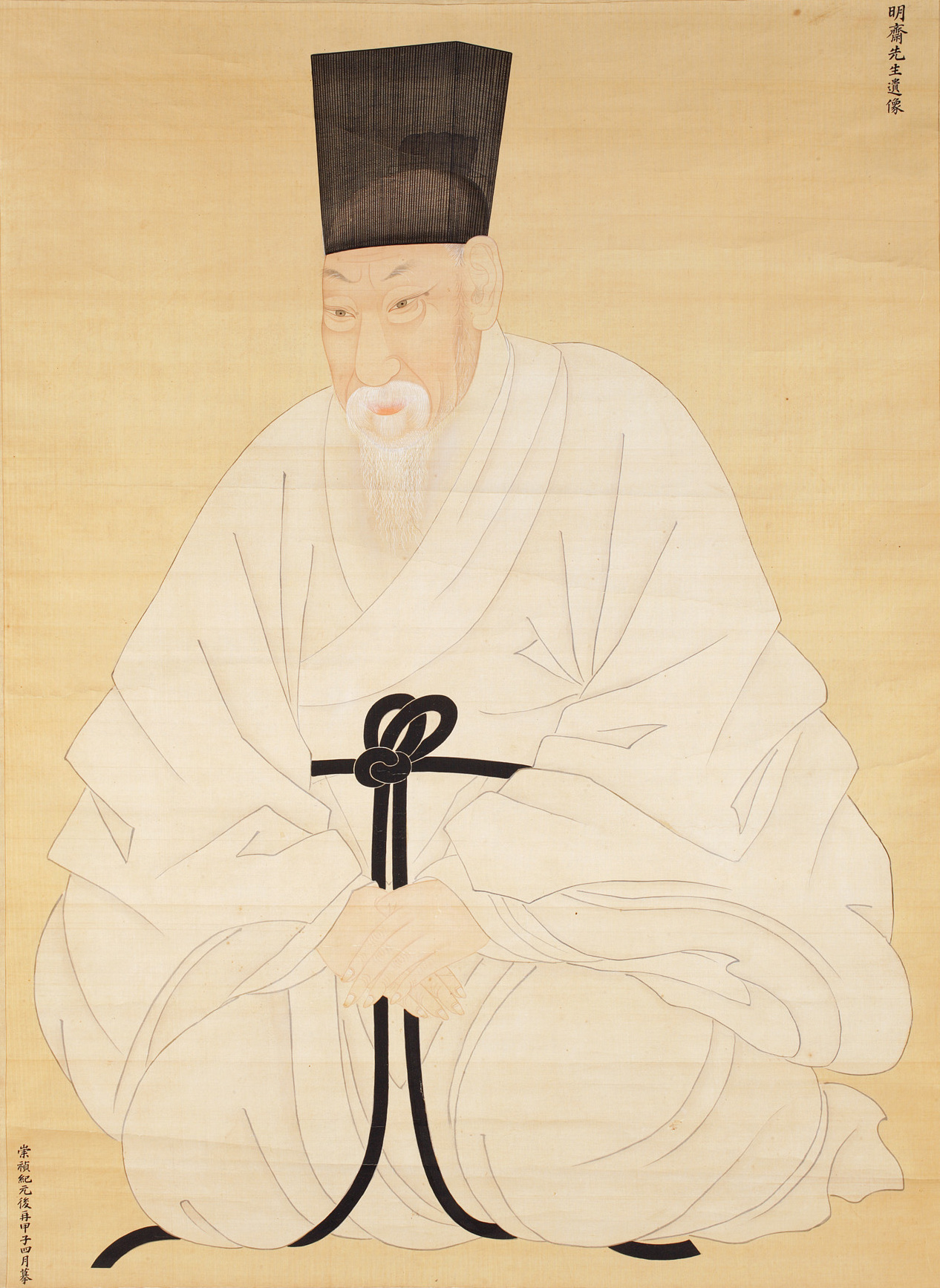
명재 윤증

윤증은 성리학자를 자처했고 양명학을 이단이라 규정했으나, 실학 사상에는 후한 평가를 주었다. 그는 실학의 첫 세대 학자인 유형원을 높이 평가하기도 했다. 유형원은 실학자이면서도 남인이었다.
반계 유형원과 동시대의 인물로 ‘반계수록’을 읽고 감탄해마지 않았던 학자로는 소론계의 대학자 명재(明齋) 윤증(尹拯:1629~1714)과 그의 뛰어난 제자 덕촌(德村) 양득중(梁得中:1665~1742)이었다. 재야 학자로서 학덕으로 추앙받아 정승의 지위에까지 오른 분이 윤증이고, 학문적 역량으로 천거받아 은일 승지에까지 오른 분이 양득중이다. 이들 스승과 제자가 최초로 ‘반계수록’의 진가를 알아주어 끝내는 세상에 공간(公刊)되는 기회를 맞게 되었다. 윤증은 반계보다 7세 연하로, 83세이던 1711년에 ‘반계수록’을 읽고 크게 감동받고 책의 발문을 썼으니 반계가 타계한 38년 뒤의 일이었다.
“‘수록’이라는 책은 고 처사(處士) 유형원군이 지은 책이다. 그 글을 읽어보면 그 규모의 큼과 재식(才識)의 높음을 상상할 수 있다.… 세상을 경륜할 업무에 뜻이 있는 사람이 채택하여 실행할 수만 있다면 그대가 저술했던 공로는 그때에야 제대로 나타날 것이다. 그것이 어떻게 사라져버릴 이치가 있겠는가”라고 하여 불멸의 저서가 될 것을 이미 윤증은 예언하고 있었다. 활용할 임자만 만나면 그 책은 천하국가를 다스릴 훌륭한 저서라고 평가를 내린 것이다. 그는 유형원의 책을 애독하여 그의 저서를 구하여 집에 두고 읽어보았다.
윤증에게서 책을 빌려 읽어본 제자 양득중은 더 감탄한 나머지 임금에게 상소하여 책의 간행을 권하였다. 1741년 영조17년의 일인데, “근세의 선비 유형원이 법제를 강구하여 찬연스럽게 갖추어놓았습니다. 전제(田制)로부터 시작하여 교육문제, 관리등용문제, 관직·봉급·군사제도에 이르기까지의 세세한 것을 모두 거론하여 털끝 하나인들 빠뜨리지 않았습니다”라고 책의 가치를 나열하여 나라를 건질 계책으로 활용하기를 주장하였다. 이래서 반계가 타계한 97년 뒤인 1770년에 책은 간행될 수 있었다.

## 가족 관계
- 증조부 : 유위(柳湋)
  - 할아버지 : 유성민(柳成民, 정랑(正郞))
    - 고모 : 유씨
    - 고숙 : 김세렴(金世濂)
      - 고종사촌 : 선산김씨
      - 고종매부 : 이가우(李嘉雨)

    - 아버지 : 검열(檢閱) 유흠(1596년 ~ 1623년)
    - 어머니 : 여주이씨
      - 부인 : 풍산 심씨
        - 장남 : 유하(柳昰)
          - 손자 : 유응린(柳應麟)
            - 증손자 : 유발(柳發, 1683년 ~ 1775년)
              - 고손자 : 유광위(柳光渭)

        - 장녀 : 문화 유씨
        - 차녀 : 문화 유씨
        - 삼녀 : 문화 유씨
        - 사녀 : 문화 유씨
        - 오녀 : 문화 유씨
        - 육녀 : 문화 유씨
- 외증조부 : 이상의(李尙毅, 1560년 ~ 1624년, 좌찬성 역임, 본관은 여주)
  - 외종조부 : 이지안(李志安, 1601년 ~ 1657년, 성호 이익의 할아버지)
    - 외당숙 : 이하진(李夏鎭, 1628년 ~ 1682년)

  - 외할아버지 : 우참찬 이지완(李志完, 1575년 ~ 1617년)
    - 외삼촌 : 이원진(李元鎭[14], 1594년 ~ 1665년)
- 처증조부 : 심수경
- 처조부 :
- 처부 : 심은(沈誾)

- 사돈 : 김효원
- 사돈 : 이경항
- 사돈 : 이서우

## 기타
33세 무렵 한성부에 올라온 실학자 안정복은 남대문 밖 도저동(桃楮洞, 현 후암동 부근)에 살고 있던 유형원의 증손 유발(柳發, 1683년 ~ 1775년)이 둘째아들 유광위(柳光渭)의 상을 당하여 조문차 방문하게 되었다. 이때 유형원의 유고(遺稿)를 소장하고 있던 유발을 알게 되었고, 그 후 유발을 자주 만나 그 동안 한 번 보기를 염원하던 「반계수록(磻溪隨錄)」을 비롯하여 유형원의 여러 저술을 빌려볼 수 있게 되었다. 성호 이익의 문인이자 수제자이기도 했던 안정복은 특별히 그를 만나 그의 저서를 수시로 빌려 탐독, 직접 영향을 받기도 했다.
아버지 유흠은 북인 대북(大北) 계열이었고 따라서 그 역시 북인, 대북 계열로 분류된다.
그는 불행하게 일찍 요절했지만 그의 후손들 중 증손 유발은 그의 저서와 학문이 영조때에 알려지게 되면서 특별한 은전과 지우를 받아 고위직을 역임하기도 했다.

## 유형원을 연기한 배우들
- 이기영 - 2010년 (명가) KBS1 텔레비전 드라마

## 같이 보기
| - 중농주의 - 중상주의 - 북인 - 실학 - 남인 - 균전제 - 정전제 - 반계수록 - 성호사설 - 허목 - 이익 - 이지안 - 인조 반정 | - 김세렴 - 윤휴 - 배상유 - 안정복 - 신후담 - 이원진 - 이현일 - 이담명 - 이서우 - 이현일 - 박지원 - 정약용 - 채제공 | - 경제학 - 양득중 - 이지완 - 이상의 - 윤선도 - 김육 - 홍계희 - 심대윤 |

## 관련 자료
- 유형원 ‘반계집’ 필사본 발굴·공개 경향신문 2006.12.12일자
- [역사의 땅, 사상의 고향](5) 반계 유형원 ‘반계수록’의 산실 (上)
- [역사의 땅, 사상의 고향](6)‘반계수록’의 산실을 찾아서(下)
- [우반동의 꿈] 1. 실학 사상의 새벽을 연 사람, 반계 유형원 부안독립신문 2008년 6월 20일
- [우반동의 꿈] 2. 신비의 땅 우반동, 반계수록의 산실이 되다 부안독립신문 2008년 7월 4일
- [우반동의 꿈] 3. 반계수록에 실린 개혁 사상 (上) 부안독립신문 2008년 8월 8일
- [우반동의 꿈] 4. 반계수록에 실린 개혁 사상 (下) 부안독립신문 2008년 8월 17일